# Ultra-Trail Australia
Ultra-Trail Australia, ou The North Face 100 Australia jusqu'en 2015, est un ultra-trail disputé chaque année en mai sur un parcours de cent kilomètres dans les montagnes Bleues, en Australie. Établie en 2008, elle s'inscrit dans la série de courses The North Face 100 et constitue par ailleurs depuis le lancement de ce dernier l'une des étapes de l'Ultra-Trail World Tour fondé en 2013 et disputé pour la première fois en 2014.

## Histoire
L'édition 2020 est annulée en raison de la pandémie de Covid-19.

## Palmarès

### 100K
| Édition | Date | Hommes                                              | Hommes                                              | Hommes                                              | Femmes                                              | Femmes                                              | Femmes                                              |
| ------- | ---- | --------------------------------------------------- | --------------------------------------------------- | --------------------------------------------------- | --------------------------------------------------- | --------------------------------------------------- | --------------------------------------------------- |
|         |      | Rang                                                | Athlète                                             | Temps                                               | Rang                                                | Athlète                                             | Temps                                               |
| 1re     | 2008 | 1er                                                 | Andrew Kromar                                       | 10 h 22 min 00 s                                    | 10e                                                 | Heather Logie                                       | 12 h 13 min 45 s                                    |
| 2e      | 2009 | 1er                                                 | Andrew Lee                                          | 10 h 20 min 51 s                                    | 8e                                                  | Julie Quinn                                         | 12 h 13 min 45 s                                    |
| 3e      | 2010 | 1er                                                 | Stuart Gibson                                       | 9 h 54 min 19 s                                     | 14e                                                 | Beth Cardelli                                       | 12 h 16 min 15 s                                    |
| 4e      | 2011 | 1er                                                 | Kilian Jornet                                       | 9 h 19 min 06 s                                     | 20e                                                 | Julie Quinn — 2e victoire                           | 11 h 39 min 07 s                                    |
| 5e      | 2012 | 1er                                                 | Ryan Sandes                                         | 9 h 22 min 45 s                                     | 15e                                                 | Beth Cardelli — 2e victoire                         | 11 h 18 min 49 s                                    |
| 6e      | 2013 | 1er                                                 | Brendan Davies                                      | 9 h 16 min 12 s                                     | 12e                                                 | Beth Cardelli — 3e victoire                         | 11 h 01 min 08 s                                    |
| 7e      | 2014 | 1er                                                 | Stuart Gibson — 2e victoire                         | 9 h 31 min 11 s                                     | 13e                                                 | Nuria Picas-Albets                                  | 10 h 57 min 46 s                                    |
| 8e      | 2015 | 1er                                                 | Dylan Bowman                                        | 8 h 50 min 13 s                                     | 29e                                                 | Dong Li                                             | 11 h 05 min 22 s                                    |
| 9e      | 2016 | 1er                                                 | Pau Capell                                          | 9 h 20 min 14 s                                     | 17e                                                 | Beth Cardelli — 4e victoire                         | 11 h 16 min 14 s                                    |
| 10e     | 2017 | 1er                                                 | Tim Tollefson                                       | 8 h 52 min 00 s                                     | 20e                                                 | Lucy Bartholomew                                    | 10 h 52 min 35 s                                    |
| 11e     | 2018 | 1er                                                 | Brendan Davies — 2e victoire                        | 9 h 18 min 10 s                                     | 18e                                                 | Kellie Emmerson                                     | 11 h 05 min 48 s                                    |
| 12e     | 2019 | 1er                                                 | Marcin Świerc                                       | 9 h 31 min 15 s                                     | 11e                                                 | Amy Lamprecht                                       | 11 h 03 min 28 s                                    |
| -       | 2020 | course annulée en raison de la pandémie de Covid-19 | course annulée en raison de la pandémie de Covid-19 | course annulée en raison de la pandémie de Covid-19 | course annulée en raison de la pandémie de Covid-19 | course annulée en raison de la pandémie de Covid-19 | course annulée en raison de la pandémie de Covid-19 |
| 13e     | 2021 | 1er                                                 | Matthew Pellow                                      | 9 h 51 min 32 s                                     | 20e                                                 | Cecilia Mattas                                      | 11 h 35 min 40 s                                    |
| 14e     | 2022 | 1er                                                 | Reece Edward                                        | 8 h 10 min 11 s                                     | 12e                                                 | Anna McKenna                                        | 9 h 15 min 23 s                                     |
| 15e     | 2023 | 1er                                                 | George Murray                                       | 9 h 32 min 59 s                                     | 23e                                                 | Emily Gilmour-Walsh                                 | 11 h 33 min 28 s                                    |
| 16e     | 2024 | 1er                                                 | Michael Dimuantes                                   | 9 h 01 min 24 s                                     | 12e                                                 | Beth McKenzie                                       | 10 h 41 min 43 s                                    |
| 17e     | 2025 | 1er                                                 | Jiasheng Shen                                       | 9 h 26 min 02 s                                     | 8e                                                  | Eve Moore                                           | 10 h 55 min 19 s                                    |

### 100mi
| Édition | Date | Hommes | Hommes     | Hommes           | Femmes | Femmes         | Femmes           |
| ------- | ---- | ------ | ---------- | ---------------- | ------ | -------------- | ---------------- |
|         |      | Rang   | Athlète    | Temps            | Rang   | Athlète        | Temps            |
| 1re     | 2025 | 1er    | Eric Concé | 18 h 55 min 24 s | 9e     | Meghann Coffey | 21 h 52 min 24 s |